# 純情パイン
『純情パイン』（じゅんじょうパイン）は、尾玉なみえによる日本のギャグ漫画作品。
同名の読切作品（後述）を元に『週刊少年ジャンプ』（集英社）誌上において、2000年47号から2001年9号にかけて連載（13週で打ち切り）。オリジナルの単行本は連載終了の同年にジャンプ・コミックスより、2011年には完全版が講談社のシリウスKCよりそれぞれ単巻で発行されている。完全版では連載版本編の他、『少年エスパーねじめ』に併録されていた2本の読切版及び4本の没ネームが収録されている。
地球征服を企む宇宙人「オナップ星人」と、彼らから地球を守る巨大変身ヒロイン「純情パイン」の闘い、そしてパインへと変身する小学生・純川みつおと花田みちるの周りに日常を描いたギャグ漫画。少年誌向けとは思えないような下ネタと毒の強いギャグが特徴である。
読切作品「指折り姫」（短編集『ロマンティック食堂』に収録）の登場人物は全て本作の登場人物であり、本作の外伝的な作品となっている。また尾玉の次の連載作品である『少年エスパーねじめ』とは世界設定を共有しており、本作のキャラクター飯岡あん・森めめんとなどが再登場している。

## 登場人物

### 主要人物
純川 みつお（じゅんかわ みつお）
本作品の主人公。みちるの小学校に転校してきた小学校4年生の少年。便秘症。ひらがなを正しく書けない、トイレのしつけができていないなど、小学4年生にしてはかなり幼い。実は異世界からやって来た不思議なお子様である。
花田 みちる（はなだ みちる）
本作品のもう一人の主人公。小学校4年生のお下げの少女。真琴光に好意を抱いている。
純情パイン（じゅんじょうパイン）
みつおとみちるが5分以内に交換日記を2往復させると変身する、パイナップルの形をしたヘルメットを被った巨体の乙女。

#### 純情パインの攻撃技
純情ナックル
大振りなパンチだが、怪獣を地面にめりこませるほどの威力がある。「純情ナッコォ」と発音する。作中での使用回数が一番多い。
純情ロケッツアッパー
ロケットの付いたグローブとリストバンドで怪獣を掴み、宇宙へ飛ばす。
純情モーレツ
烏の力を借りて浮き上がり、そのまま回転し、厚みのある素材でできているスカートで相手を切断する。
純情鉄球
鎖の付いた巨大鉄球で攻撃する。棘付きの鉄球で攻撃する場合は「純情うにづくし」と称する。
純情ククリナイフ
殺傷力の高いナイフで相手を攻撃する。恐怖を覚えたオナップ星人が攻撃前に怪獣を回収したため、ナイフを出したのみで終わった。
純情万力
巨大な万力で怪獣の頭を破砕する。
純情ソー
巨大なチェーンソーで怪獣を切断する。

### その他
純川 情三（じゅんかわ じょうぞう）
通称、純情博士。みつおの父親代わりでもある。『少年エスパーねじめ』にも登場する。
つげ義春の漫画作品『無能の人』の主人公・助川助三に容姿が酷似している。
真琴 光（まこと ひかる）
みちるの隣家に住む17歳の男子高校生。マスコット人形部所属。
隊長
オナップ星からやって来た、地球征服を企むオナップ星人の隊長。「怪獣大戦争」に登場するX星人がモデル。涙もろい。みちよを溺愛している。
ガーマン・カウパー
隊長の部下。仮面の下はかなりの美形である。元ネタは隊長と同じくX星人。
飯岡 あん（しゃりおか あん）
みつおとみちるが属する4年3組のクラス担任。ガーマンに好意を抱くようになる。『少年エスパーねじめ』にも登場。詩を書く、袖の膨らんだドレスを着るなどロマンチックなことが好きで、詩は『毒手拳』という詩集を自作するほど。なお、名前からも分かる通り、『赤毛のアン』ことアン・シャーリーのパロディー。絵柄も、同アニメ版後半の成長後のアンに似ている。
森 めめんと（もり めめんと）
元・小学校4年生の少女で、理科準備室に住み着いた幽霊。みつおに好意を抱いている様子。『少年エスパーねじめ』にも登場。
新倉 イワオ（にいくら イワオ）
みつおとみちるのクラスメイトの少年。
湯川 せが（ゆかわ せが）
みちるの友達。新倉イワオに好意を抱いている。
おぶ あつめ
みちるの友達。3姉妹の次女。特技は吹き矢。
清輪 らいあ（きよわ らいあ）
みつおとみちるのクラスメイトの少女。将来の夢は牧場主。あからさまな嘘をつく。
みちよ
オナップ星人らが用意した怪獣の卵がみちるに寄生して生れた少女。当初は巨体であったが、オナップ星人の元に渡ってからは、みちるとほぼ同じ大きさになった。容姿はみちると瓜二つで、いたずら好き。
花田 みなよ（はなだ みなよ）
みちるの母。
土部 えねま（どぶ えねま）
女子高生の紙芝居師。ベリーショート。
雉子兄弟（きぎすきょうだい）
いじめっこの双子の兄弟。下の名前は不明。
エイン
双子兄弟が拾った捨て犬。正確な犬種は不明だが、見た目はコーギー。
こうもん丸（こうもんまる）
真琴光が部活内で作った作品。テーマは「快便」。

## 読切版
連載版以前に発表された同名の読切作品が2作存在する。連載版の原型となっている。
週刊少年ジャンプ (WJ) 版
『週刊少年ジャンプ』2000年27号に掲載。『少年エスパーねじめ』1巻及び『完全版』に収録されている。
赤マルジャンプ（赤マル）版
『赤マルジャンプ』2000年9月20日増刊号に掲載。『少年エスパーねじめ』2巻及び『完全版』に収録されている。

## 書誌情報
いずれも著者は尾玉なみえ。
- 集英社〈ジャンプ・コミックス〉、新書判
  - 『純情パイン』2001年4月9日第1刷発行、ISBN 4-08-873104-2
  - 『少年エスパーねじめ』
    1. 2002年8月7日第1刷発行、ISBN 4-08-873302-9
    2. 2002年10月9日第1刷発行、ISBN 4-08-873328-2
- 『純情パイン〈完全版〉』講談社〈シリウスKC〉2011年8月9日第1刷発行、ISBN 978-4-06-376290-7、小B6判